# Dreiländerpunkt

Le Dreiländerpunkt (point des trois pays) est le tripoint géographique auquel se rejoignent les frontières entre l'Autriche, l'Italie et la Suisse.

## Géographie
Il est situé sur le versant nord du piz Lad, au nord-ouest du col de Resia, à 2 180 mètres d'altitude.